# Ирина Михайловна
Ирина Михайловна (22 апреля (2 мая) 1627 — 8 (18) апреля 1679) — старшая дочь царя Михаила Фёдоровича и его второй супруги царицы Евдокии Лукьяновны.

## Биография

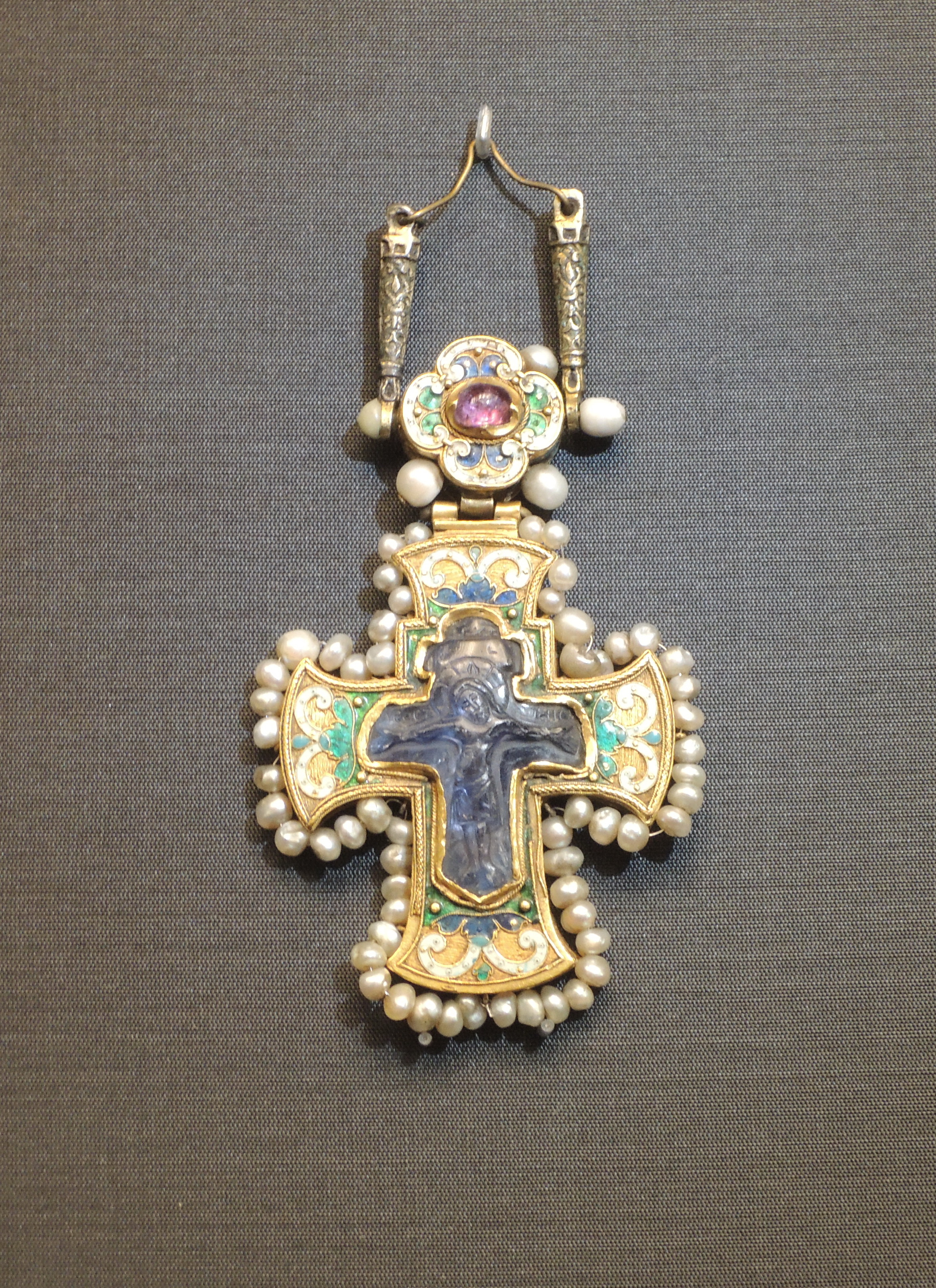
Крест наперсный.. Подарен Евдокией Лукьяновной царевне Ирине Михайловне в 1627 г.

Старшая дочь царя Михаила Фёдоровича стала первой «багрянородной» царевной династии Романовых: она родилась, когда её отец уже занимал московский престол. Вероятно, имя своё получила в честь тётки царя Михаила — Ирины Никитичны (ум. 1639).
Новый летописец о её рождении сообщает:

В лето 7135 (1627) году родилась у государя царя и великого князя Михаила Федоровича всея Русии дочь царевна и великая княжна Ирина Михайловна, и крещена была в Чудовом монастыре. А крестил её сам святейший патриарх Филарет Никитич московский и всея Русии, а отец крестный [был] троицкий келарь Александр.

В Оружейной палате сохранилось распятие Ивана Грозного, использовавшееся при её крещении.
Ирина, как и все царевны, росла в тереме. Придворные мастерицы обучили девочку грамоте и рукоделию.

### Брачные планы

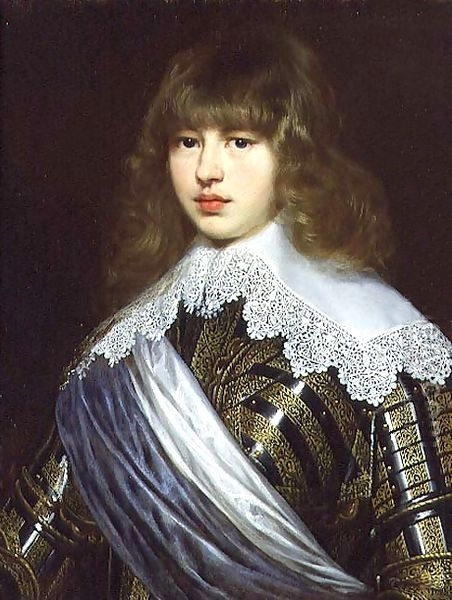
Вальдемар Кристиан

В 1640 году, когда царевне Ирине исполнилось 13 лет, Михаил Федорович решил выдать её замуж за Вальдемара Кристиана, графа Шлезвиг-Голштинского, третьего сына датского короля Кристиана IV (от морганатического брака с Кирстен Мунк, графиней Шлезвиг-Гольштейнской). В Данию был отправлен в качестве посла Пётр Марселис с поручением узнать более подробную информацию о Вальдемаре.
В 1641 году для заключения торгового договора граф Вальдемар впервые прибыл в Москву. В Россию он вернулся опять в 1644 году, и начались длительные переговоры об условиях брака.
Во время приезда в числе даров был и сохранившийся кубок.

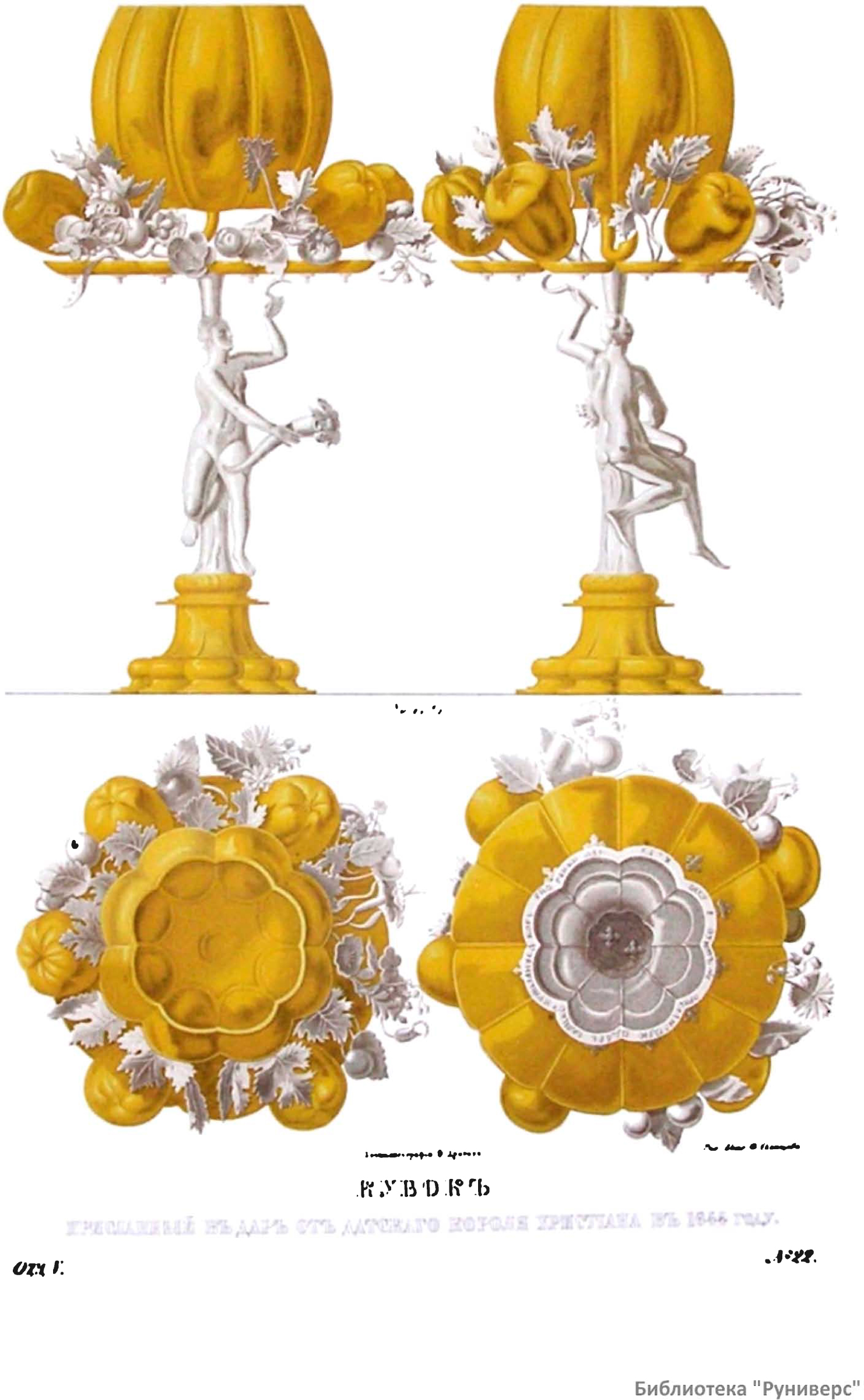

«Кубок серебряной, позолочен, с кровлею, лощатой, гладкой, лошки длинные. На нем кровля лощатая ж, на кровле травка. Около кубка на блюде овощи — яблоки, вишни, кругом их травы; меж блюдечка и поддона жонка; у ней в правой руке сосуд, в левой руке серп. По подписи на дне пять фунтов, сорок пять золотников. Великому Государю прислал в дарех Дацкой Христианус Король во году (1644), генваря. А по весу 5 ф. 42 золотн.»

Царь Михаил Федорович, которому понравился жених, старался убедить его, вследствие чего между московскими книжниками и сопровождавшим королевича пастором Фельгабером завязались прения о вере. Акты этих прений, изданные А. Голубцовым («Памятники прений о вере, возникших по делу королевича Вольдемара и царевны Ирины Михайловны», М., 1892), содержат в себе ценные указания на то, как русские богословы того времени смотрели на догматы, церковные обряды и их взаимное отношение, какими вопросами они преимущественно интересовались, как и на основании чего их решали, как относились к западному иноверию и каким оружием боролись с латинством и лютеранством. Это свидетельствует, в частности, о том, что отличительные взгляды старообрядчества разделялись в Москве образованнейшими людьми сороковых годов XVII ст. — времени, непосредственно предшествовавшего возникновению раскола в русской церкви.
Вальдемар категорически отказался принять православие, и переговоры зашли в тупик. С. Соловьев пишет, что, по датским известиям, бояре говорили королевичу: быть может, он думает, что царевна Ирина не хороша лицом; так был бы покоен, будет доволен её красотою, также пусть не думает, что царевна Ирина, подобно другим женщинам московским, любит напиваться допьяна; она девица умная и скромная, во всю жизнь свою ни разу не была пьяна.
Царь Михаил пытался удержать графа в России силой. По сути, Вальдемар оказался под домашним арестом. В мае граф вместе с несколькими приближёнными предпринял попытку с оружием в руках вырваться из русской столицы, но был остановлен у Тверских ворот. Вальдемар потребовал отпустить его в Данию к отцу, но был посажен под стражу. Датские послы попытались освободить графа, но заговор не удался. Даже вмешательство самого короля Кристиана не помогло.
Вальдемар получил свободу только после смерти царя Михаила и вступления на престол Алексея Михайловича. Он уехал в Данию 17 августа 1645 года, пробыв в России более полутора лет. Ирине тогда было около 18 лет.

### Дальнейшая жизнь

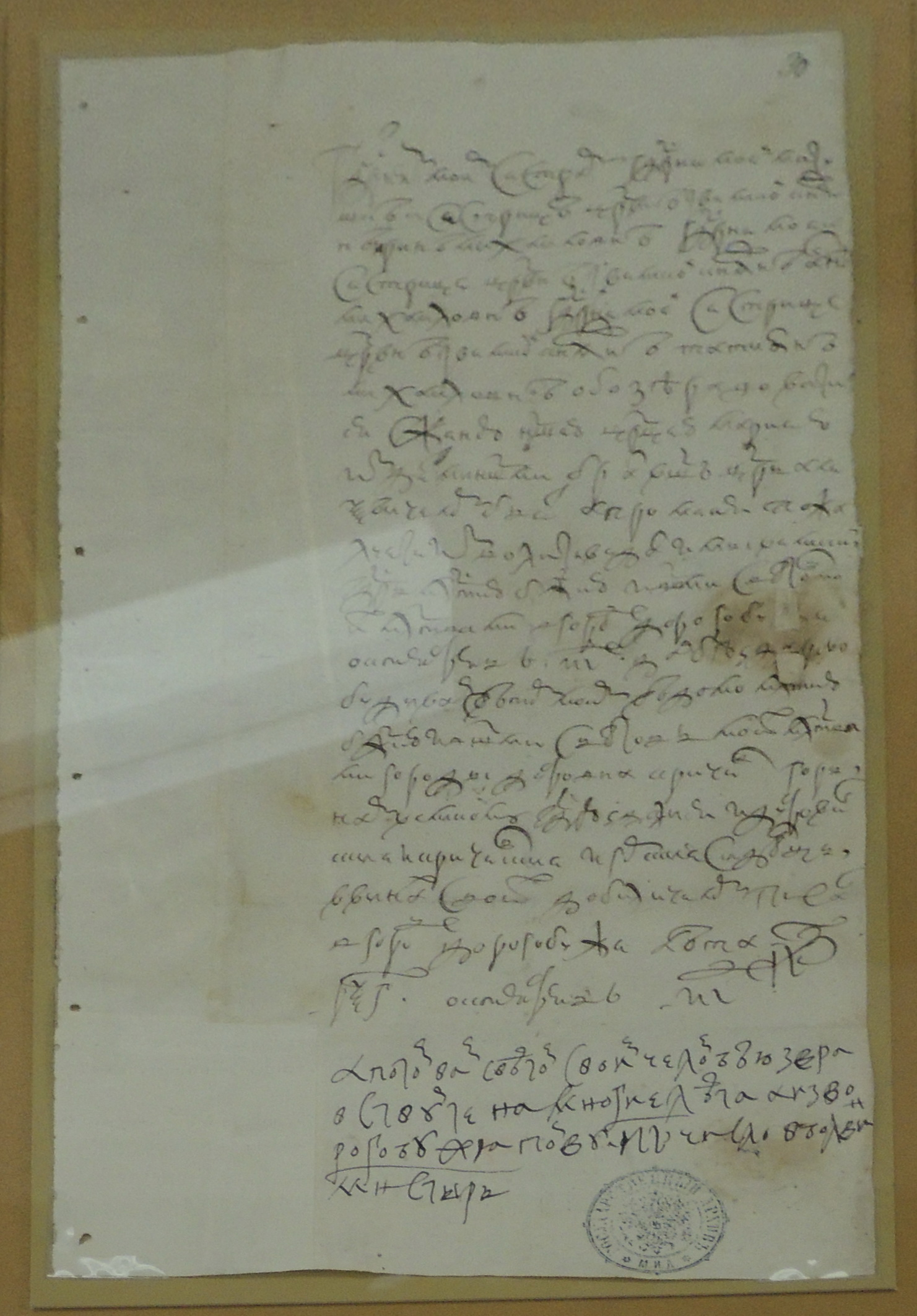
Письмо царя Алексея Михайловича сестрам Ирине, Анне и Татьяне из военного похода (1654 год)

Ирина Михайловна оказала очень большое влияние на своего младшего брата Алексея, когда он стал царём. В своих письмах в 1650-х годах он прежде всего обращается к сёстрам: Ирине, Анне и Татьяне, а уже потом к жене и детям. В этих посланиях присутствует просьба к старшей сестре позаботиться о его домашних. Ирину он называет своей матерью. Лишь после второго брака Алексей Михайлович в переписке ставит на первое место дочерей и молодую жену Наталью Кирилловну.
Жила Ирина то в Москве, то в селе Рубцове (Покровском), доставшемся ей от бабки инокини Марфы. Там она занималась хозяйством: разводила сады, устраивала пруды, занималась благотворительностью. Ирина Михайловна выделила большую сумму из своих личных денег на строительство женской Успенской обители.
Царевна весьма сочувственно относилась к старообрядцам. Она выступала защитницей боярыни Ф. П. Морозовой и протопопа Аввакума. О её помощи Аввакум вспоминает в своём «Житии». Во многом благодаря именно её заступничеству Аввакум не был подвергнут урезанию языка и отрубанию руки в 1660—1670-х годах. Протопоп Аввакум писал Ирине Михайловне из пустозерской тюрьмы.

Свет-государыня, всегосподованная дево, Ирина Михайловна! Что аз, грубый, хощу пред тобою рещи? Вем, яко мудра еси, дево, сосуд божий, избранный, благослови поговорить! Ты у нас по царе над царством со игуменом Христом, игумения. Якоже он, надежа наша, иссек римскою властью любоплотный род еврейский, подобает, государыня, и здесь любоплотным по тому же уставу быть. Не страша же глаголю, но предлагаю законопреступникам сбывшееся издревле во Израили. Егда в законе поблядят, тогда и разорение, егда же обратятся ко господу богу, тогда им милость и ужитие мирно и безмолвно. Но виждь, предобрая, что над собою и греки учинили, ко псу ездя, на Флоренском соборе, истиннее рещи на сонмище жидовское, руки приписали, Мануилович с товарищи, что наведе греческой державе? Помнишь ли, свет, реченное или запамятовала? Ну, ино я препомню.
(…)
 Преудобренная невесто Христова, не лучши ли со Христом помиритца и взыскать старая вера, еже дед и отец твои держали, а новую блядь в гной спрятать? (Аввакум. «Письмо к царевне Ирине Михайловне»)

Царевна Ирина так и не вышла замуж. 29 июля 1672 года она вместе с царевичем Федором Алексеевичем стала восприемницей при крещении своего племянника, царевича Петра.
Умерла в возрасте 51 года в 1679 году. Погребена в Новоспасском монастыре.
Архангельский областной краеведческий музей хранит икону «Иоанн Богослов диктует Прохору» — вклад 1673 года царевны Ирины Михайловны в Антониево-Сийский монастырь. В Оружейной палате сохранилась братина царевны.

## В искусстве
- Соловьев, Всеволод Сергеевич. Роман «Жених царевны Архивная копия от 12 декабря 2013 на Wayback Machine», 1903 год.